# 9歐票

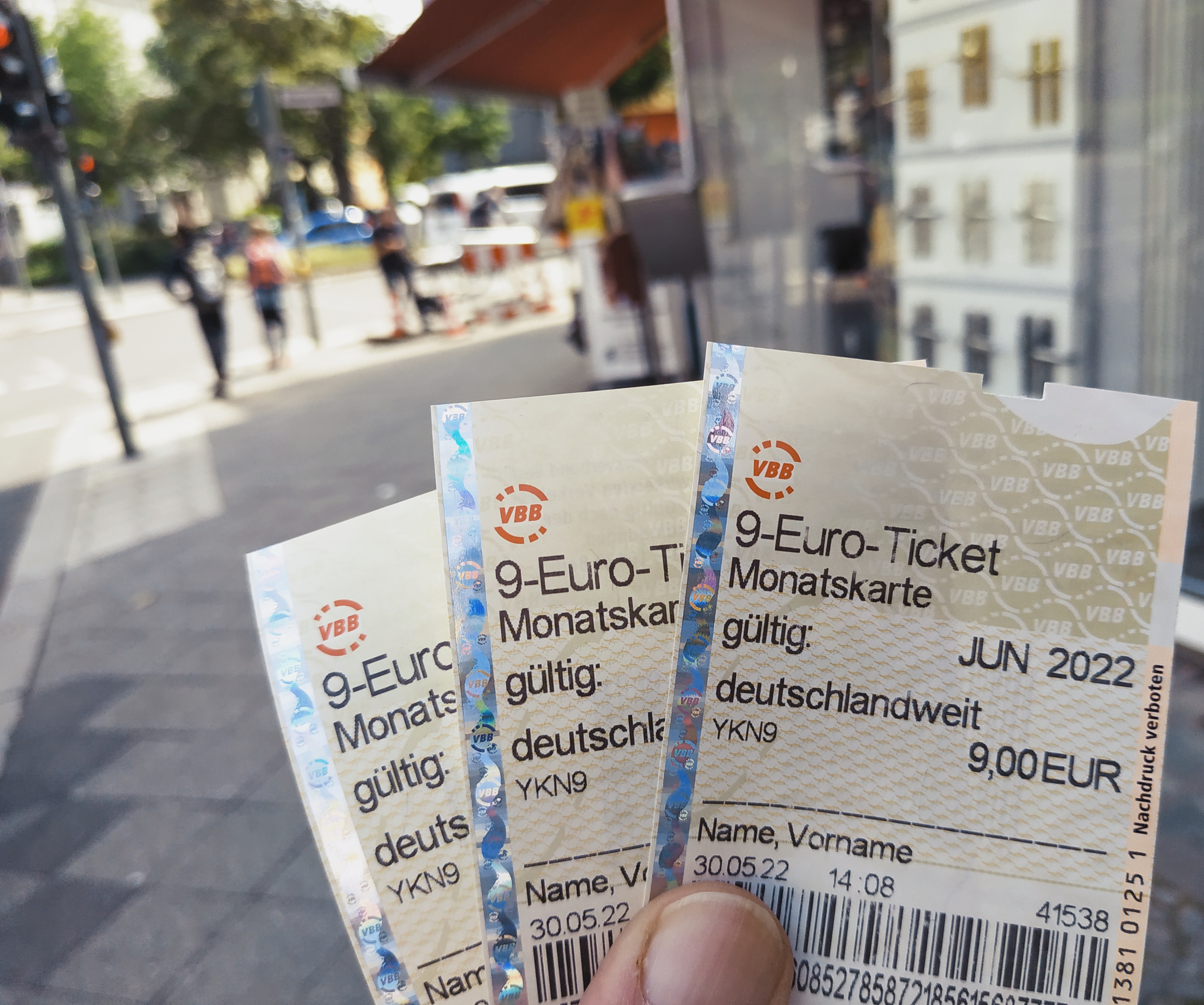
9歐票

9歐票（德語：9-Euro-Ticket）是德國推出的計劃，乘客可以以9歐元的價錢在一個月內搭乘本地和區域性交通。一張票的有效期為2022年6月、7月或8月。此計劃旨在在2021年－2022年全球能源危机期間減低能源消耗。
9歐票適用於德國境內所有本地公共交通工具和區域性列車的二等車廂，其不包含城際快車、城际列车和欧城列车，以及不能用於FlixTrain和城際巴士。

## 資金
9歐票只適用於本地和區域性交通，這些交通由德國各聯邦州和市鎮擁有。德國聯邦會補償當局門票銷售，聯邦政府估計成本約為25億歐元。

## 後續方案
2022年8月，聯盟90/綠黨主席丽卡达·朗等人提議在2022年8月後以22歐元的區域性套票及49歐元的全國性套票取代原有的9歐票計劃。然而，聯邦財政部部長兼自由民主黨主席克里斯蒂安·林德納在Twitter提出相反意見，認為這種「自由心態」無法持續獲得資金支持且效率低。至8月31日，林德納指他會在各聯邦州政府承擔費用的條件下批准9歐票的後續計劃。9月初，經閉門會議後，由社民黨、綠黨、自民黨所組建的聯合政府宣佈9歐票的後續方案將會以49歐元至69歐元的價格發售，聯邦政府將為此預留每年150萬歐元，並要求州政府至少貢獻相同的金額。
2022年10月13日，各州的交通部長及聯邦數碼及交通部長沃爾克·威辛宣佈將於2023年1月推出9歐票的後續計劃，並定名為「德國通票」（德語：Deutschlandticket），售價為每月49歐元。然而此時財政並不明朗，州政府要求聯邦政府貢獻更多資金。至2022年11月，交通部長重申將會推出新的月票計劃，推行日期延遲至2023年4月。受到本地和區域性交通服務供應商的反對，要求州政府和聯邦政府增加給予他們的退款，計劃再被延後一個月。
2023年3月31日，國會通過以49歐元售賣全國性通票的方案。德國通票最終於同年5月起正式發售。